# Hummelvik
Denna artikel handlar om Hummelvik i Åland. För naturreservatet i Örnsköldsviks kommun, se Hummelviks naturreservat, för fiskeläget i Nyköpings kommun, se Hummelvik, Nyköpings kommun.
Hummelvik är en färjhamn i Vårdö kommun på Åland, med trafik österut mot Kumlinge och Brändö, den så kallade norra linjen. Linjen trafikeras (2008) av förbindelsefartyget M/S Alfågeln. Från Brändö finns en förbindelse vidare till finska fastlandet.